# Christopher Townsend
Christopher Townsend là một nhà giám sát hiệu ứng hình ảnh. Anh bắt đầu sự nghiệp trong ngành công nghiệp hiệu ứng hình ảnh từ năm 1995. Trong suốt hơn một thập kỷ, anh đảm nhiệm vai trò họa sĩ và giám sát tại công ty Industrial Light and Magic, và vào năm 2007 anh đứng riêng ra làm một giám sát hiệu ứng hình ảnh tự do. Anh đã đóng góp thực hiện các dự án Lạc vào tiền sử, Người sói Wolverine, Ninja Assassin, Percy Jackson & kẻ cắp tia chớp và Captain America: Kẻ báo thù đầu tiên. Anh được nhận đề cử Giải BAFTA và Giải Oscar cho Hiệu ứng hình ảnh xuất sắc nhất cho những cống hiến của mình trong phim điện ảnh Người Sắt 3, thực hiện giám sát gần 3000 cảnh quay trong Avengers: Đế chế Ultron. Anh cũng giữ vai trò giám sát tổng cho Vệ binh dải Ngân Hà 2, và vị trí này đã giúp anh nhận được một đề cử tại Giải Oscar lần thứ 90.